# Callygris intersectaria
Callygris intersectaria är en fjärilsart som beskrevs av John Henry Leech 1897. Callygris intersectaria ingår i släktet Callygris och familjen mätare. Inga underarter finns listade i Catalogue of Life.